# エグザムライ戦国
『エグザムライ戦国』（エグザムライせんごく）は、EXILEのHIROプロデュース、髙橋ヒロシキャラクター原案のアニメ作品。

## 概要
日本テレビ系列の番組『EXILE GENERATION』内にて放送された、アニメーション作品。
プロデュースはEXILEのHIRO。キャラクターデザイン原案は髙橋ヒロシ。アニメーションとEXILEが融合することで、新たなサムライ像をもったキャラクターが誕生。
サムライという死と隣り合わせにある7人の主人公が、時に対決し、葛藤しながらも、お互いを認めあって成長していく。その姿はあたかもヴォーカル＆ダンスユニットEXILE本人達の歴史にも重複してくる。
アニメーション制作はトムス・エンタテインメント。

## あらすじ
物語は戦国時代。東方の島国で武将たちが百年もの間、天下獲りの戦(いくさ)に明け暮れていた頃──。海外交易で栄えた都「ヤサカ」では、商人たちが自由に行き交い、新たな情報や流行が発信され、活気づいていた。
だが、その都にはもうひとつの顔があった。そこは血気盛んなサムライたちがひしめき合う群雄割拠の無法地帯。名うての武将たちも うかつに手を出せない治外法権エリアとなっていた。
そんな中───今、ヤサカの町にひとりの流浪のサムライが流れ着いた。彼の名はヒロ。海の向こうから迫り来る不穏な勢力に立ち向かうべく、二刀流のアツシ、一匹狼のマキダイ、若き弓の使い手タカヒロ、忍のマツそしてウサ、山賊のアキラ‥一筋縄ではいかない7人のサムライ達の人生が今、ぶつかり合いながらも交差していく。

## 登場人物
HIRO
声 - 稲田徹
めちゃくちゃ強い刀の使い手｡これまで負けたことがない｡腕力、瞬発力、闘争本能、どれをとってもずば抜けている。普通の人が出来ないようなことを、とてつもない気合で実行してしまう男。バクチ好き。酒を好み、甘いモノも好き。既成の権威を嫌い、どの武将の下にもついたことはない。一度決めたことは何があってもやり抜き、自分を厳しく律している。それでいて他人には優しく、お茶目なところもあり、その振幅が人を惹きつける。少しせっかちなところがある。
ATSUSHI
声 - 田中宏樹
二刀を操る無双流の達人。素早い攻撃を得意とする。ヤサカの都の歓楽街を仕切っている実力者。自分と同じ、坊主頭の舎弟集団を率いている。闇の世界では恐れられているが、義理堅く、町のために尽力しているため、町の人間たちに、人気があり愛されている。多くを語らない寡黙な男だが、内には熱いものを秘めている。
MAKIDAI
声 - 遠藤大輔
槍を高速で自在に操る千紫槍術の達人。常人にはできないような槍さばきをする。踊るような動きで、あっという間に敵を倒す。自分の技をストイックに突き詰めていく武道家。ただ強いヤツを倒すことにしか興味がない。金や名誉には興味がなく、誰ともつるもうとはせずに、どの勢力から誘われても断っている。だが対戦したい相手を見つけると勝つまで勝負を続ける。修羅場や、凄く強い奴に出会うと、嬉しくて笑う癖がある。異国の言葉（英語）が堪能である。
TAKAHIRO
声 - 増田裕生
驚異的な弓の名手。エグザムライの中では一番若い。長い弓を低い位置で、まるでボーガンのように水平に構えて打つなど、アクロバティックなことができ、高い命中率を誇る。繊細。内に秘めた情熱がある。若さゆえか苛立ちやすく、逆上するとすぐキレる。そして、ヒロにたしなめられる。自分のサムライとしての優秀さを、ヒロや他のサムライたちに認めてもらおうと必死である。だが、自分の人間としての未熟さには気づいていない。正義感は人一倍強く、ヒロと共に行動し、共に戦うことで一人前のサムライへと成長していく。
MATSU
声 - 風間勇刀
ヤサカの西の山中にある、風連谷の忍。忍者の厳しい掟の中で育ってきた。マツはこの谷で生まれ、この谷で育ち、この谷で死ぬ覚悟だ。忍者にそぐわぬ短気な面もあり、怒ると手がつけられず、誰も止めることができない。痛い目にあった者も少なくなく、谷の者は皆、彼を恐れている。忍者刀の優れた使い手だが、鷹匠でもあり、相棒の鷹「月丸」を自在に操り（意思が通じ合う）、戦いや諜報活動をしている。東の里のウサとは、忍の世界の宿敵。
USA
声 - 鈴木千尋
マツたち風連谷の忍とは、何代も前から敵対関係にある忍者。ヤサカの東にある、水竜谷（すいりゅうだに）の忍の若きリーダー。無口で物静かだが、内に秘める情熱は熱い。忍者特有の武器の扱いは超一流。まるでサルのように身が軽く、トリッキーな技を得意とする。マツと同じく、生まれた時から忍者の里で育ち、厳しい掟の中で生きているが、時にふと、忍者の世界や生き方に疑問を感じることがある。
AKIRA
声 - 松田健一郎
ヤサカの都からは遠く離れた山奥に棲む山賊のリーダー。弟分と共にイノシシに乗って野山を駆け回る、パワフル男。豪快な力業（ちからわざ）を得意としており、鉄棒や長刀、木槌など、弁慶の七つ道具のような物を自在に操る。高山にいるので、酸素が薄くても気圧が低くても戦える。驚異的な視力の持ち主でもある。サムライを憎んでおり、自分の縄張りに入り込んでくるサムライには、容赦しない。豪快な性格で、ちょっとでも頭を使おうとすると熱を出す。人に騙されやすい一面もあり、ずる賢い者に利用されてしまうことが度々ある。山頂にド派手な天守閣のある城を建てて、サムライどもを見返すことが、いまのアキラの夢である。
ノリ
声 - 平沼紀久
ひょんなことからヒロと出会い、ヒロの漢気に惹かれて、勝手に弟分だと公言することになる。
リンカ
声 - 阿澄佳奈
天涯孤独な少女。ヒロのあとをついてきた。
カグラ
生きているのかさえ不明な異能の怪人。ヒロの仲間を奪った仇。
最終話でエグザムライ7人に倒される。

## スタッフ
- 企画・原案 - HIRO・松田誠
- キャラクター原案 - 髙橋ヒロシ
- 監督 - 竹内啓雄
- 監修 - アベユーイチ
- シリーズ構成 - 三浦浩児
- 音響監督 - 本山哲
- 音楽 - 原田憲
- アニメーション制作 - トムス・エンタテインメント

## 各話リスト
| 話数 | サブタイトル             |     | 話数               | サブタイトル |
| ---- | ------------------------ | --- | ------------------ | ------------ |
| #01  | 野良犬どもの都           | #13 | 月夜の陰謀         |              |
| #02  | ヤサカの勢力抗争         | #14 | 赤く染まる谷       |              |
| #03  | マイネーム イズ マキダイ | #15 | その男、野獣につき |              |
| #04  | 戦いの痕                 | #16 | 野獣、吠える       |              |
| #05  | 鋭き矢の如し             | #17 | 湖上の城           |              |
| #06  | 赤と黒                   | #18 | 慟哭               |              |
| #07  | ヒビ割れた器             | #19 | デスペラード       |              |
| #08  | 忍びの影                 | #20 | 追跡者             |              |
| #09  | デス・ルール             | #21 | 想いを受け継ぐ者   |              |
| #10  | 場違いな侵入者           | #22 | 決起               |              |
| #11  | アー・ユー・クレイジー?  | #23 | 俺たちの流儀       |              |
| #12  | 沈黙の娘                 | #24 | ゼッテー負けねぇ   |              |
| #12b | 総集編                   |     |                    |              |

## コミカライズ
漫画家・山口陽史が手がけ、『月刊少年チャンピオン』（秋田書店）にて連載。『月刊EXILE」内にて4コマ「劇団エグザムライ」も連載中。『月刊少年チャンピオン』2011年9月号で「エグザムライ戦国」が連載終了したが、その後同年11月号よりEXILEフル・メンバー登場となる『エグザムライ戦国G（ジェネレーション）』が連載スタート。2014年1月号にて完結。

### 登場人物（コミカライズ）
★はGからの登場人物
エグザムライ
HIRO
流浪のサムライ。世界を旅し、カグラの脅威に気づく。かなりの刀の使い手。酒と博打と、甘いモノが大好き。第24話でカグラに殺されかけたマツを庇い命を落とすが、第28話でカグラ化した状態で復活、その後G7話にてケイジの活躍により見事自我を取り戻す。
MATSU
風連谷の忍の長。長刀の使い手。風を読み、鷹を自在に操る。水竜谷のウサは、忍の世界の宿敵。通称「風読みのマツ」。
USA
水竜谷の忍の若きリーダー。次代の長候補。霧を操り、幻術を得意とする。無口で物静かだが、内に熱い思いを秘めている。通称「霧隠れのウサ」。
MAKIDAI
己を高めることに喜びを感じる槍術の達人。自分よりも強いヤツを見つけては、武術勝負を挑んでいる。異国の言葉(英語)に堪能。通称「千紫槍術マキダイ」。
ATSUSHI
かつてはヤサカの裏社会を仕切る二大勢力の一つ、「鴉組」の組頭であった。素早い攻撃を得意とする、二刀流の達人。甘い物好き。ヒロとは昔からの兄弟分。過去のことでヒロと対立していたが、お互いを殴り合うことで和解した。
AKIRA
山賊のリーダー。豪快な力業と、棒術が得意。巨大猪「黒澤」を駆り、サムライ狩りをしていた。G2話でカグラの襲撃により、村の仲間を全員失い、落ち込んでしまう。しかしタカヒロの喝により見事覚醒する。
TAKAHIRO
強いサムライに憧れる弓と空手の達人。内に秘めた情熱があり強いサムライに憧れている。正義感が強くロマンティックな性格。幼い頃に両親を亡くしている。
KENCHI★
海賊。海賊なのに、魚介類が苦手。体術を得意とする肉弾派。投げナイフを武器とする。ロングコートを羽織っている。
KEIJI★
ダイゴ軍の新番頭。『一撃必殺』をモットーとする示現流の使い手。日本刀を武器とする。
TETSUYA★
海賊の頭。自称『キャプテン』。エグザムライの中ではセクシー担当。軽いナルシスト。青龍刀を武器とする。第1稿ではロングコートを羽織っていた（現在のKENCHIの設定）。
NESMITH★
武器商人。大陸でヒロと出会いカグラの脅威を知る。新しいもの好き。二丁拳銃とサーベルを武器とする。かなり紳士的な態度をとっている。
SHOKICHI★
流浪のサムライ。熱血漢で情熱的で自分勝手。そのためか自分よりも強そうなヤツを見ると暴走する。目力がハンパではない。日本刀を武器とする。
NAOTO★
忍者。何ごともスマートにこなしてしまう器用さを持つ。モノマネが得意。自称「孤高の忍者」。ウサの元仲間でもある。
NAOKI★
山賊の頭。すごい腹筋の持ち主。お酒に弱く、酔うと仲間愛がMAXになる。斬馬刀（二刀）を武器とする。
エグザムライの関係者
ノリ
元鬼蝮一家の下っ端。一家の金を持ち逃げした事がバレ、頭に殺されかけたところをヒロに助けられた。ヤサカの情報通。
リンカ
未来を『視る』ことができる謎の少女。もともとはアキラの村にいた。
羅刹
風連谷の忍。Gでは一度も登場していない。
敵
カグラ
生きているのかさえ不明な異能の怪人。護國神社を一瞬で灰にしてしまうほどの強大な力を持つ。ヒロの仲間を奪った仇。
ダイゴ
カグラを利用して全国統一を目指す野心家。第六天魔王。「自分の親の葬式でぶちまけたり、自分に逆らった坊主を山ごと焼き討ちする」といった行動をとり、「ウツケ」と呼ばれている。ダイゴ軍総大将真カグラ。
ゼツ
ダイゴ軍筆頭大将真カグラ。ダイゴ軍で最強と言われている。
千紫槍術のマタザ★
マキダイの師匠であった槍使い。一度死んだが、カグラ化により復活し、第六天魔王の城"現"に訪れたマキダイとマツの前に現れる。ダイゴ軍大将真カグラ。
マルコ
戦艦一隻の砲撃を簡単にいなす銃使いのダイゴ軍大将真カグラ。性格はめんどくさがり屋。
佐之助★
ダイゴ軍で唯一の女性の新カグラ。2本の鞭を自在に使いこなす。
白露★
影から影へと自由に移動する新カグラ。
乱・丸★（両方とも）
2人ともダイゴ軍大将真カグラ。見た目は子供のようだが、マツ曰く「甘く見てはいけない」という。
サル
ダイゴ軍軍師真カグラ。
クロイス
ダイゴにカグラの力を提供した謎の異国人。

### 用語と世界観
ヤサカ
物語の舞台。ノリ曰く「何があってもおかしくない野良犬どもの都」。
鬼蝮一家
ノリが兵隊の一人として入っていた武装集団。護國神社にて鴉組と果し合いを行うも、そこに現れたカグラに襲われ全滅。
鴉組
アツシが率いる。メンバー全員が坊主頭の武装集団。
護國神社
鴉組と鬼蝮一家の果し合いが行われた場所。カグラにより灰と化した。
結界
G8話にてヨウザンの城に張られたもの。しかしこの結界は、内と外を分けるものではなく、中にいる者を生死関係なしにカグラ化するものであった。

### 書誌情報
エグザムライ戦国
- 企画・原案 - HIRO (EXILE)・松田誠、キャラクター原案 - 髙橋ヒロシ

- 脚本：三浦浩児、漫画：山口陽史 『エグザムライ戦国』 秋田書店〈少年チャンピオン・コミックス〉、全7巻
  1. 2009年9月8日発売、ISBN 978-4-253-20382-1
  2. 2010年2月8日発売、ISBN 978-4-253-20383-8
  3. 2010年6月8日発売、ISBN 978-4-253-20384-5
  4. 2010年10月8日発売、ISBN 978-4-253-20385-2
  5. 2011年3月4日発売、ISBN 978-4-253-20386-9
  6. 2011年8月6日発売、ISBN 978-4-253-20395-1
  7. 2011年11月17日発売、ISBN 978-4-253-20400-2

エグザムライ戦国G
- 企画・原案 - HIRO・NESMITH (EXILE)・松田誠、キャラクター原案 - 高橋ヒロシ

- 脚本：三浦浩児、漫画：山口陽史 『エグザムライ戦国G』 秋田書店〈少年チャンピオン・コミックス〉、全5巻
  1. 2012年3月8日発売、ISBN 978-4-253-20953-3
  2. 2012年7月6日発売、ISBN 978-4-253-20954-0
  3. 2012年11月8日発売、ISBN 978-4-253-20955-7
  4. 2013年6月7日発売、ISBN 978-4-253-20956-4
  5. 2014年2月7日発売、ISBN 978-4-253-20957-1

## ゲーム
トレーディングアーケードカードゲーム
「戦国大戦-1560 尾張の風雲児-」(SEGA)
ソーシャルゲーム
「エグザムライ戦国」(タスケ、配信：GREE、Mobage、mixiゲーム)

## その他
- MATSUの髪型は、アニメ版：短髪→長髪だったが、漫画版：長髪となっている。
- ATSUSHIの髪型については、アニメ版では最終回まで全部坊主頭だったが、漫画では中盤から髪を少し伸ばしている。[2]
- TAKAHIROの立場はアニメ版とは異なり、漫画では材木屋の居候となっている。
- 新メンバーの登場はアニメ版では1度もなかったため、漫画オリジナルとなる。
- 漫画版「エグザムライ戦国」からのキャラクターのうち、ATSUSHI、ノリ、リンカを除くエグザムライ6人に関しては、Gになるに至り絵柄が大きく変わっている。
- 「エグザムライ戦国」全7巻の裏表紙のイラストは、すべてEXILEのシングル初期7枚のジャケット写真がモチーフとなっている。